# Scytodes tuyucua
Espèce
Scytodes tuyucua est une espèce d'araignées aranéomorphes de la famille des Scytodidae.

## Distribution
Cette espèce est endémique du Mato Grosso do Sul au Brésil,. Elle se rencontre vers Corumbá.

## Description
Le mâle holotype mesure 3,50 mm et la femelle paratype 3,70 mm.

## Publication originale
- Brescovit, Rheims & Raizer, 2004 : Notes on the genus Scytodes Latreille (Araneae, Scytodidae) from the Pantanal, Mato Grosso do Sul, Brazil. Revista Ibérica de Aracnología, vol. 9, p. 75-79 (texte intégral).